# Скащук Владислава Олегівна
Владислава Скащук — українська хокеїстка. Колишня нападниця жіночої збірної України з хокею та харківського хокейного клубу «Пантери».

## Життєпис
Владислава Скащук грала в хокей починаючи з третього класу. Через те, що в Україні не існувало на той момент дівочих команд, в дитинстві вона грала в командах з хлопцями. Так як по регламенту після 15 років дівчатам було заборонено виступати в українських чоловічих командах, Владислава була змушена закінчити свої виступи в цьому виді спорту. 
Лише у 2016 році коли в Харкові було створено жіночу команду «Пантери», Скащук відновила свої зайняття хокеєм. У складі «Пантер» Владислава Скащук дебютувала в першому чемпіонаті України серед жінок та стала найкращою бомбардиркою своєї команди в тому турнирі. 
Вже через рік, у сезоні 2017—18 Скащук разом з «Пантерами» вперше стала чемпіонкою України. В фінальному матчі харківська команда переграла «Королев Дніпра» з рахунком — 7:3.
Владислава Скащук потрапила до заявки збірної України яка поїхала на кваліфікаційний турнір чемпіонату світу, що проходив у січні 2019 року у Кейптауні. Там Владислава закинула історичну першу шайбу української збірної в офіційних матчах після її відновлення. Загалом збірна України здобула там перемогу у всіх чотирьох своїх матчах та завоювала путівку до другого дивізіону. В активі Владислави Скащук було чотири закинутих шайби у ворота суперниць, таким чином вона стала найкращою снайперкою в складі своєї команди.
У сезоні 2020—21 Скащук вдруге виграла золоті медалі національної першості. У фіналі її «Пантери» обіграли київську  «Україночку», а вирішальну шайбу закинула саме Владислава Скащук за 48 секунд до фінальної сирени.